# هيروكي توداكا
هيروكي توداكا (باليابانية: 戸高 弘貴) (18 نوفمبر 1991 في سايكي في اليابان – )؛ هو لاعب كرة قدم ياباني سابق كان يلعب كلاعب وسط.

## وصلات خارجية
- هيروكي توداكا على موقع رابطة كرة القدم اليابانية للمحترفين (اليابانية)
- هيروكي توداكا على موقع قاعدة بيانات كرة القدم.إي يو (الإنجليزية)
- هيروكي توداكا على موقع Soccerway.com (الإنجليزية)
- هيروكي توداكا على موقع عالم كرة القدم.نت (الإنجليزية)